# Aleksandr Popov
Vous lisez un « article de qualité » labellisé en 2009.
Pour les articles homonymes, voir Alexandre Popov et Popov.
Aleksandr Vladimirovitch Popov (en russe : Александр Владимирович Попов), connu en dehors de son pays sous le nom d'Alexander Popov, est nageur russe (époque soviétique), spécialiste des épreuves de sprint en nage libre (50 m et 100 m). Né le 16 novembre 1971 à Sverdlovsk, il est surnommé « le Tsar » ou « la fusée russe » en raison de sa domination sur le sprint mondial dans les années 1990. Dossiste de formation, il se spécialise dans la nage libre afin de mettre un terme à l'hégémonie américaine sur le sprint.
En 1992, il réussit le doublé 50–100 m nage libre pour ses premiers Jeux olympiques, en s'imposant devant les Américains Matt Biondi et Tom Jager. Quatre ans plus tard, à Atlanta, il parvient à conserver ses deux titres olympiques, une performance rare. Rentré à Moscou après les Jeux, il se fait poignarder dans une rue au cours d'une bagarre. Il réussit néanmoins à revenir au haut niveau et à défendre ses titres européens avec succès un an plus tard.
Tombé de son piédestal en 1999 puis en 2000, où il perd son titre olympique sur 100 m au profit du Néerlandais Pieter van den Hoogenband de sept ans son cadet, Aleksandr Popov réussit à dominer celui-ci trois ans plus tard, à l'âge de 31 ans, lors des mondiaux de Barcelone. En 2004, il participe à ses quatrièmes Jeux olympiques, à Athènes, au cours desquels il ne monte pas une seule fois sur le podium.
À un tournant de l'histoire de son pays et de son sport, Aleksandr Popov s'est construit un palmarès considérable sur les épreuves de sprint. Sur 50 et 100 m libre, il possède notamment quatre titres olympiques, cinq titres mondiaux, et dix titres européens, en étant resté invaincu en grande compétition sur la période 1991-1997.
Après avoir pris sa retraite sportive, Aleksandr Popov a entamé une carrière au sein du Comité international olympique.

## Biographie

### Débuts

#### Jeunesse
Aleksandr Popov naît le 16 novembre 1971 à Sverdlovsk. Il passe son enfance à Lesnoï, une ville fermée où ses parents travaillent en tant qu’ouvriers. À l’âge de six ans, il découvre l’eau lors de séances d’initiation à la piscine du quartier, où il ne fait pas plus que barboter avec les autres enfants. Quelques mois plus tard, son père le pousse vers de vrais cours de natation, à cause de ses problèmes de pneumonie et « pour qu’il sache au moins nager ». Popov intègre alors le Fakel Club, un club omnisports de la ville. À l’époque, il n’est pas tellement motivé par la nage et commence à s’esquiver des leçons pour aller jouer avec ses camarades. Le déclic survient lors des Jeux olympiques de Moscou en 1980 : Popov, âgé de huit ans, passe tout l’été devant la télévision. Il retourne alors à ses leçons, qui deviennent peu à peu des entraînements, où il commence à progresser. Il nage sa première compétition à neuf ans, un 25 m dos. Plus les compétitions s’enchaînent et plus il prend goût à ce sport. Son entraîneur de l’époque, Galina Witman, prédit qu’il deviendra spécialiste de la nage libre, alors que lui ne s’intéresse qu’au dos.
S’enchaînent ensuite les camps d’entraînement et, à quatorze ans, ses premiers championnats nationaux, où il nage le 100 m dos en 1 min 8 s. À seize ans, il descend sous la minute (59 s) et intègre l’université de Volgograd. En 1988, quelques mois après les Jeux olympiques de Séoul, Popov apprend qu’il est déjà dans les plans de l’entraîneur soviétique réputé Gennadi Touretski pour la prochaine édition. Touretski avait repéré le nageur l’année précédente lors des championnats juniors de l’URSS. Toutefois, il juge Popov encore trop jeune pour son équipe et préfère attendre avant de le prendre avec lui. Cette attitude qui consiste à laisser mûrir les nageurs juniors dans leur catégorie d’âge était, selon Touretski, une tradition soviétique. Il fallait un sprinteur soviétique capable de détrôner l’Américain Matt Biondi, double champion olympique sur 50 et 100 m à Séoul, ainsi que recordman du monde sur ces distances. Popov devait remplir ce rôle.

#### Rencontre avec Gennadi Touretski
En septembre 1990, on propose finalement au jeune Popov de rejoindre le groupe de Gennadi Touretski, ce qui équivaut à une vraie promotion, mais il doit se spécialiser dans la nage libre. Dès les débuts, il est surpris par son approche particulière de l’entraînement : de longues marches et de l’escalade, peu de musculation et, dans l’eau, des jeux de ballons en guise d’échauffement et un kilométrage très léger. Après trois semaines de camp, Popov ne sait pas vraiment à quoi s’en tenir avec Touretski, qu’il juge « déroutant ». À ce stade, Aleksandr Popov a complètement délaissé le dos au profit de la nage libre.
Deux mois plus tard, Popov participe à la Coupe de l'Union soviétique. Il remporte le 100 m libre et passe pour la première fois sous la barre des 23 s sur 50 m. Les championnats du monde ont lieu en 1991 à Perth mais Popov n’est pas qualifié. Il reste donc seul avec Gennadi Touretski, ce qui lui permet de découvrir un homme atypique qui, hors de l’eau, préfère lui parler musique ou littérature plutôt qu’entraînement. Cette relation que Popov entame avec son entraîneur prend beaucoup d’importance pour le nageur, qualifiant plus tard cette amitié de « plus grande fierté de sa carrière »,. Après les championnats, le groupe de Touretski comporte cinq nageurs : Alexander Popov, Vladimir Pychnenko, Juri Mukhin, Gennadi Prigoda et Veniamine Taïanovitch. L’esprit et la dynamique de groupe font aussi partie des priorités de l’entraîneur. Prigoda, en quelque sorte leader avant l’arrivée de Popov, commence à épauler celui-ci.

### Révélation et sacre olympique

Le drapeau de l'Équipe unifiée est celui des Jeux olympiques.

À l’été 1991, Alexander Popov a dix-neuf ans et fait partie de l’équipe soviétique pour les championnats d’Europe qui se déroulent à Athènes. Son but à l’époque est surtout de « ne pas échouer ». Pourtant, il fait bien plus que cela, en remportant la médaille d’or sur le 100 m nage libre avec à la clé un record d’Europe égalé. Il obtient également deux médailles d’or avec les relais soviétiques sur 4 × 100 m libre et 4 × 100 m 4 nages. Pour son premier événement international, Popov totalise donc trois titres de champion d’Europe et se fait un nom sur la scène européenne. Il remporte aussi la même année la coupe du monde en petit bassin, dans la catégorie sprint en nage libre.
Mais la véritable échéance se situe l’année suivante : les Jeux olympiques de Barcelone. Un mois avant le début de ceux-ci, Alexander Popov confirme son potentiel lors du Mare Nostrum en battant le record d’Europe du 50 m nage libre : il nage la longueur en 22 s 31 à l’étape de Canet-en-Roussillon. En juillet commencent donc les Jeux de Barcelone. Ceux-ci constituent les premiers depuis longtemps à ne pas subir de boycott ; pour la première fois depuis 1972, toutes les nations majeures sont présentes. En raison de la dissolution de l’URSS en 1991, une « Équipe unifiée » est créée, regroupant douze des quinze anciennes républiques soviétiques, dont la Russie. C’est donc sous ces couleurs que Popov nage durant la compétition. Il s’aligne sur 50 et 100 m nage libre ainsi que sur les relais 4 × 100 libre et 4 × 100 4 nages.

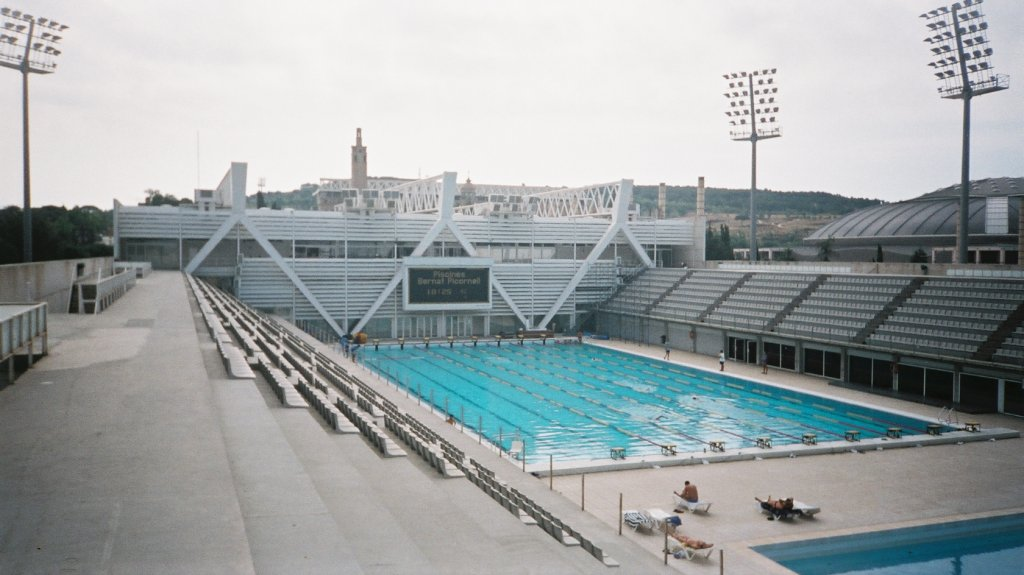
La piscine olympique de Barcelone, lieu de la consécration pour Popov.

L’Américain Matt Biondi est favori sur la course reine, le 100 m libre : il est champion olympique, champion du monde en titre, et détenteur du record du monde de la distance en 48 s 42. Popov réalise le meilleur temps lors des séries et se voit donc octroyer la ligne d'eau centrale. En finale, Popov s’impose en 49 s 02 devant le Brésilien Gustavo Borges et le Français Stéphan Caron. Biondi termine seulement cinquième, une déception de plus pour le camp américain. Sur le 50 m, la donne au départ est la même, avec un Biondi champion en titre et détenteur du record olympique. Le duel est annoncé entre Biondi et son compatriote Tom Jager, qui détient le record du monde en 21 s 81. Lors des séries, Aleksandr Popov bat son propre record d’Europe en nageant 22 s 21. En finale, il surclasse les deux Américains, avec un nouveau record d’Europe à la clé (21 s 91). Biondi et Jager sont relégués respectivement à 18 et 39 centièmes. Alexander Popov réalise ainsi le doublé olympique pour sa première participation, alors qu’il a seulement vingt ans. Il obtient par ailleurs deux médailles d’argent sur les relais, l’Équipe unifiée s’inclinant deux fois face aux États-Unis,.
À l’issue des Jeux, Gennadi Touretski, dont le groupe a obtenu cinq médailles d’or et quatre en argent, est sollicité par plusieurs pays. Il signe alors un contrat de quatre ans avec l’Institut national des sports de Canberra et prend ses fonctions à la fin de 1992. Popov se retrouve donc momentanément sans entraîneur, mais Touretski ne tarde pas à l’inviter à le rejoindre en Australie. Popov accepte sans hésiter, tout en gardant sa nationalité russe. Arrivé là-bas, il découvre un pays de passionnés du sport, qui contraste beaucoup avec ce qu’il a connu en Russie.

### Au sommet du sprint mondial

#### Des championnats…
Les quatre années suivantes voient Alexander Popov maintenir une domination totale sur le sprint mondial. De 1993 à 1996, il reste invaincu en grande compétition sur ses distances de prédilection, le 50 et le 100 m libre. Il s’octroie sur cette période six titres majeurs, toutes compétitions confondues. C’est aussi à partir de 1993 que Popov nage sous les couleurs de la Russie, et ce jusqu’à la fin de sa carrière. Il aura ainsi nagé pour trois entités différentes : l’Union soviétique, l’Équipe unifiée, et enfin la Russie. Sur le plan personnel, Popov voit très peu sa fiancée, Daria « Dasha » Shmeleva, nageuse de 4 nages, puisqu’il s’entraîne en Australie et elle en Russie.
En 1993, Popov participe aux championnats d’Europe à Sheffield. Il conserve ses titres sur 100 m libre, 4 × 100 m libre et 4 × 100 m 4 nages glanés lors de l’édition précédente, et remporte en plus la médaille d’or sur 50 m libre. C’est aussi en 1993 que Popov franchit pour la première fois la barre symbolique des 49 secondes sur 100 m : il établit un nouveau record d’Europe en nageant 48 s 93. Il réalise cette performance le 28 mai, à l’étape de Canet-en-Roussillon du Mare Nostrum. Le record du monde de Matt Biondi en 48 s 42, déjà vieux de cinq ans, est encore loin.
L’année suivante est marquée par les records. Le nageur s’illustre en coupe du monde petit bassin en battant à quatre reprises le record du monde du 100 m libre en autant d’étapes : 47 s 83 à Hong Kong, 47 s 82 à Pékin, 47 s 12 à Desenzano del Garda et 46 s 74 à Gelsenkirchen, soit un gain de plus d’une seconde sur une période de trois mois. Il remporte ainsi pour la deuxième fois la coupe du monde petit bassin après l’avoir fait en 1991. Mais surtout, Alexander Popov bat au mois de juin le record du monde du 100 m libre en grand bassin, lors de l’étape de Monaco du circuit Mare Nostrum : il nage en 48 s 21, soit 19 centièmes de mieux que le record établi par Matt Biondi six ans plus tôt.
En septembre 1994 ont lieu à Rome les championnats du monde. Popov remporte ses deux premiers titres mondiaux sur 50 m et 100 m libre, chaque fois devant l’Américain Gary Hall Jr., et obtient deux médailles d’argent avec les relais russes. C’est à cette époque que commence la rivalité entre Alexander Popov et Gary Hall Jr., ce dernier ayant déclaré avant les championnats qu’il allait détrôner le Russe.
En 1995, Popov remporte sur ces mêmes épreuves quatre médailles d’or, cette fois aux championnats d’Europe à Vienne.

#### … aux Jeux olympiques
Au vu de ses résultats, Alexander Popov est le grand favori des Jeux olympiques d’Atlanta de 1996, au contraire de l’édition précédente où il faisait office de prétendant. Il prépare cette épreuve dans l’optique de réussir le doublé olympique sur 50 et 100 m libre.
Arrivé à Atlanta, Popov trouve l’organisation vraiment mauvaise : pas de place pour les bagages dans les chambres du village olympique, une cantine qui ne propose au menu que des hamburgers, et la piscine « un vaste hangar rempli d’eau qui aurait très pu bien abriter un concert de Michael Jackson. » L’ambiance est également difficile pour lui puisque, en terre américaine, tout le public se range derrière son nouveau champion, Gary Hall Jr. Arrive enfin la finale du 100 m nage libre, la course reine. La rivalité entre Popov et Hall est palpable à l’annonce des nageurs : l’Américain, qui ignore complètement le Russe, galvanise la foule en boxant dans le vide, l’air décontracté, avant que son adversaire ne le gratifie d’un regard appuyé, comme à Rome. Au terme d’une course très serrée, Popov finit par l’emporter sur Hall : c’est l’Américain qui vire en tête aux 50 mètres mais le Russe remonte peu à peu et s’impose à la touche. Un jeune Hollandais de dix-huit ans atteint la quatrième place de la finale, à plus d’une seconde du vainqueur : Pieter van den Hoogenband, future star de la natation mondiale mais encore novice à cette époque. Sur le 50 m libre, Popov s’impose une nouvelle fois sur Gary Hall Jr. et réalise un « double doublé » historique. La presse compare ainsi Popov à « Tarzan », en référence à Johnny Weissmuller qui avait remporté deux fois le titre olympique du 100 m libre en 1924 et en 1928.
Dès la fin de la semaine de natation, les nageurs russes doivent quitter Atlanta, sans pouvoir assister aux épreuves d'athlétisme. Gary Hall Jr. est contrôlé positif à la marijuana lors de la compétition, contrôle sans conséquence car l’interdiction de la substance, imposée par la FINA juste avant les Jeux, ne prend effet qu’à la fin de ceux-ci. Les Jeux d’Atlanta ont également vu une petite révolution se dérouler au sein du Comité international olympique (CIO). En effet, une quinzaine d’athlètes a été désignée comme déléguée pour représenter leurs pairs lors de commissions. Popov en fait partie.

### Agression à Moscou
De retour à Moscou, Aleksandr Popov doit patienter trois jours pour une réception présidentielle le 26 août. N’ayant pas d’appartement dans la capitale, il se fait héberger chez un ancien nageur russe. Le soir, vers 22 heures, Popov et sa fiancée Dasha se promènent dans les rues, en compagnie de son hébergeur et d’une autre femme. Celle-ci, sous l’influence de l’alcool, provoque une bagarre avec des marchands de pastèques azerbaïdjanais. Popov essaye de calmer le jeu mais, pris dans la bagarre, se fait poignarder dans l’abdomen sans voir venir les coups. Les trois marchands reviennent à la charge à coups de barres à mine puis finissent par prendre la fuite. Par la suite, deux ont été arrêtés et emprisonnés mais l’auteur des coups de poignard n’a jamais été retrouvé.
Popov et ses compagnons parviennent à trouver un taxi et se rendent aux urgences. Bilan : beaucoup de sang perdu à cause d’une hémorragie interne, diaphragme percé, et une artère sectionnée. Le chirurgien en service, Avtandil Manvelidze, décide de ne pas retirer les organes abîmés (un muscle et le rein gauche), contrairement à la procédure. Après trois heures, l’intervention se révèle un succès. Plus tard, alors que le Premier ministre Viktor Tchernomyrdine annonce avoir tout fait pour que le nageur soit placé dans les meilleures conditions possibles, Popov est transféré à l’hôpital du Kremlin, un endroit surveillé où sont soignés les dirigeants du régime. Le médecin traitant du nageur annonce par la suite à son entraîneur Gennadi Touretski qu’il pourra reprendre sa carrière mais ne doit pas approcher les bassins avant trois mois. Sur une suggestion d’Alexandre Kareline, lutteur russe multiple champion olympique, Popov décide de se faire baptiser au sein de l’Église orthodoxe.
Aleksandr Popov commence alors sa convalescence. À l’hôpital, il reçoit des lettres d’encouragement du monde entier ; son rival Gary Hall Jr. lui aurait pour sa part envoyé une poupée tenant dans la main une pastèque et dans l’autre un couteau. La Suisse propose même de prendre le nageur en charge et le président du CIO Juan Antonio Samaranch d’affréter un avion pour le transfert. Touretski, peu rassuré à l’idée que son nageur reste à Moscou, se rend donc en Suisse pour préparer sa venue, mais celui-ci finit par préférer rester en Russie avec sa famille. Un mois et demi après l’opération, Popov subit une visite médicale indispensable pour que Touretski accepte de le reprendre, avec succès. Sur ce, il retourne en Australie, cette fois accompagné de sa fiancée — pour qu’ils vivent ensemble —, afin d’entamer sa rééducation. Arrivé là, il offre sa médaille d’or du 100 m d’Atlanta à son entraîneur en guise de remerciement.

### Retour gagnant

#### Reprise de la compétition
Popov reprend progressivement l’entraînement dans la piscine de l’Institut australien des sports ; à ses côtés se trouvent le jeune espoir australien Michael Klim, surnommé « Lumpy » (grassouillet), lui aussi dans le groupe de Gennadi Touretski, ainsi que Matt Dunn, alias « Dunny ». Fin février, Popov participe à une première compétition, sans enjeu, et s’impose devant Klim ; son entraîneur est confiant pour les prochains championnats d’Europe, l’été suivant. La vie personnelle de Popov est également quelque peu chamboulée puisqu’il se marie avec sa fiancée et que celle-ci attend un enfant.
Grâce à une inspiration de Touretski — alterner trois semaines de travail intensif et deux semaines de repos —, Popov récupère enfin son poids de forme, qu’il n’avait plus depuis son opération. Durant les temps morts de l’entraînement, Popov honore diverses sollicitations, dont une remise de prix par l’Académie des sports à Paris. À cette occasion, il déclare en interview au sujet de Gary Hall Jr. : « Il dit déjà qu’il sera à Sydney et qu’il gagnera les deux titres en sprint. Je ne sais pas comment il peut dire ça. Son père n’était pas champion olympique, et lui ne le sera pas non plus. Ils sont une famille de perdants ! » C’est l’escalade verbale lorsque Hall réplique par média interposé : « C’est un modèle de conduite non sportive. Alexander devrait prendre sa retraite maintenant car la route va être longue et difficile, ou alors apprendre les paroles de l’hymne américain car c’est ce que le public des Jeux olympiques va entendre pour les années à venir. […] Alexander a peur de moi et de ce que je suis capable d’accomplir. »

#### Nouveaux titres
Popov enchaîne les meetings pour sa préparation et se présente finalement aux championnats d’Europe de Séville en août 1997, son premier vrai test depuis son agression à Moscou. Pourtant, à Séville, personne ne peut rien faire contre le Russe qui, un an après l’agression de Moscou, remporte un troisième quadruplé européen consécutif : sur 50 m et 100 m nage libre, et sur les relais 4 × 100 m nage libre et 4 × 100 m 4 nages.
L’objectif suivant se situe dès le mois de janvier : les championnats du monde à Perth. Popov, rassuré sur lui-même grâce à ses récentes victoires à Séville, doit toutefois gérer quelques difficultés : sa paternité récente à concilier avec les entraînements, mais aussi l’absence de Touretski, accaparé par les nageurs locaux qui veulent réussir leurs championnats, en particulier Michael Klim. Il voit ainsi beaucoup moins son entraîneur, même s’il participe aussi à des stages en groupe avec les Australiens. Un autre écueil s’érige entre Popov et les mondiaux : Vladimir Pychnenko et deux nageuses russes sont contrôlés positifs en octobre aux stéroïdes anabolisants. Or, le règlement de la FINA stipule que si quatre sportifs d’une même fédération sont contrôlés positifs en l’espace d'un an, tous les nageurs de la fédération peuvent écoper de jusqu’à quatre ans de suspension. Popov est donc sur la corde raide, mais il n’y a plus de contrôle positif. Toutefois, Pychnenko, membre du relais russe, est bel et bien interdit de championnats, bien qu’il clame son innocence en avançant l’hypothèse de la machination : il aurait mangé un gâteau empoisonné aux stéroïdes. Les trois nageurs écopent finalement de deux ans de suspension.
Arrivé à Perth, Popov, qui a maintenant un statut de star bien établi, se prête à diverses opérations pour son sponsor Omega et, en conférence de presse, écarte toute idée de rivalité ou de tension avec son équipier d’entraînement Michael Klim, malgré l’insistance des journalistes. La compétition commence et le Russe remporte le 100 m devant Klim, avec un temps sous les 49 secondes (48 s 93), après une course où il a pourtant mal géré son effort en partant trop vite. Cependant, sur le 50 m, il effectue un très mauvais départ et n’atteint que la seconde place, derrière l’Américain Bill Pilczuk. Il obtient enfin une médaille de bronze avec le relais russe sur le 4 × 100 m nage libre. Seize mois après l’épisode de Moscou, Alexander Popov est bien revenu au plus haut niveau.

### Hiérarchie bousculée

#### Émergence de la concurrence

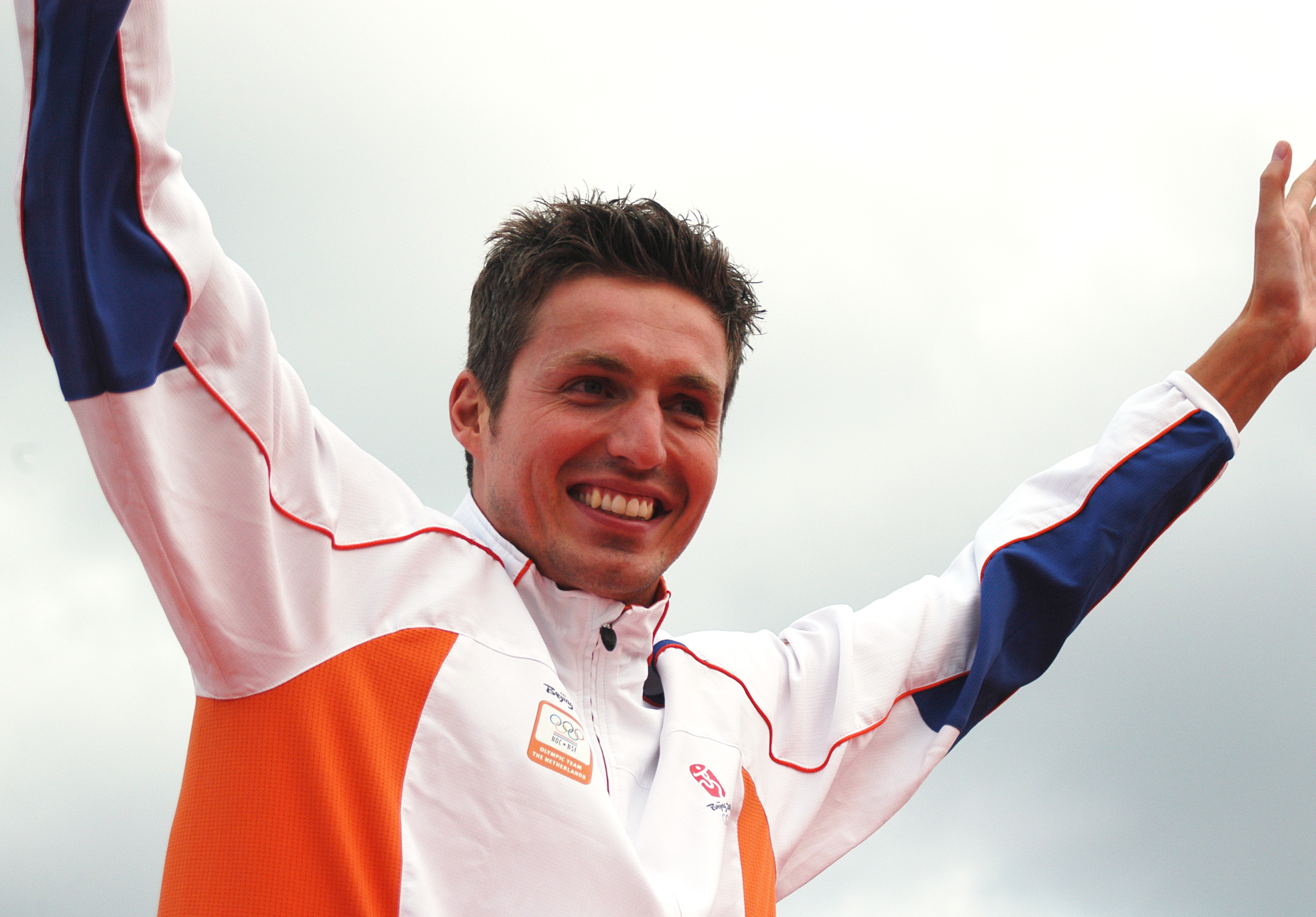
Le Néerlandais Pieter van den Hoogenband, premier à battre Popov sur 100 m en grande compétition.

L’année 1999 est une charnière dans la carrière du nageur russe. Le calendrier des compétitions étant très peu chargé, il décide de se faire opérer du genou pour régler un problème qui le suit depuis un accident survenu douze ans plus tôt. Il subit ainsi une arthroscopie pour éviter que son genou ne se dégrade encore plus au fil des compétitions.
En août, il subit la première défaite de sa carrière sur 100 m en grande compétition. À l’occasion des championnats d’Europe d’Istanbul, il se fait en effet prendre son titre par le Néerlandais Pieter van den Hoogenband. Ensuite, il n’atteint que la troisième place sur 50 m en 22 s 32, derrière Lorenzo Vismara (22 s 21) et le vainqueur van den Hoogenband (22 s 06) ; le Néerlandais réalise une grosse performance lors de ces championnats en remportant six médailles d’or. Les relais russes perdent aussi leurs titres sur 4 × 100 libre (médaille d'argent) et 4 × 100 4 nages (médaille de bronze). Ceci met fin à l’hégémonie de Popov et de son équipe aux championnats d’Europe, qui durait depuis 1991. Popov veut vite oublier ces championnats et cette saison, ayant vécu une baisse de motivation depuis le début de l’année. En 1999, trois autres nageurs ont franchi la barre des 49 s sur 100 m libre : Pieter van den Hoogenband, Fernando Scherer et Michael Klim.

#### Préparation aux Jeux de Sydney
L’an 2000 est l’année des Jeux olympiques de Sydney, ce qui réjouit le nageur. En avril, Popov part en stage en altitude à Colorado Springs. Sur place, il nage un 50 m d’entraînement en 21 s 42, alors que le record du monde établi par Tom Jager en 1990 est de 21 s 81. Après le stage, il retourne en Europe enchaîner les meetings, qui le remettent en confiance, pour arriver à Moscou disputer les sélections olympiques, en juin. Sur le 50 m, Popov est perturbé par un faux départ et nage en 21 s 99. Déçu par ce temps alors qu’il a de bonnes sensations, il demande aux organisateurs la possibilité de tenter un record du monde, lors d’un 50 m hors compétition. Il demande aussi que les lignes d’eau adjacentes à la sienne soient laissées libres, pour éviter que ses voisins ne le ralentissent. Le lendemain, la course a lieu et Popov bat le record du monde en 21 s 64, abaissant la précédente marque de 17 centièmes. Ce record n’est battu qu’en 2008 par l’Australien Eamon Sullivan. Popov remporte aussi le 100 m en 48 s 27 mais il nourrit des regrets d’avoir relâché avant la fin : Gennadi Touretski estime qu’il aurait pu nager en 47 s 70.
Dans la foulée des sélections, Popov participe aux championnats d’Europe à Helsinki, sans les avoir spécialement préparés. Il y réalise le sans faute : il domine Pieter van den Hoogenband sur 50 et 100 m libre, dans des temps respectivement de 21 s 95 et 48 s 91. Il gagne aussi le 4 × 100 m nage libre et le 4 × 100 m 4 nages avec les relais russes. Toutefois, Gennadi Touretski n’est pas satisfait : une nouvelle fois, il considère que Popov aurait pu profiter de sa forme pour battre son record du monde du 100 m ; au cours de la demi-finale, il a nagé en 48 s 34 en étant facile. Les doutes sur sa capacité à gérer un 100 m se ravivent dans l’esprit du nageur, mais il n’en dit rien à son entraîneur. Neuf semaines le séparant des Jeux olympiques, Popov en profite pour intégrer à son entraînement des séances de rééducation pour se redresser le dos, ayant les épaules légèrement voûtées, sous la direction de l’ex-gymnaste Andreï Kravtsov.
Trois semaines après un dernier meeting à Melbourne, les Jeux olympiques de Sydney vont commencer. Popov doit non sans mal gérer la pression, puisqu’il cherche à remporter le titre olympique pour la troisième fois consécutive, performance alors uniquement réalisée par les nageuses Dawn Fraser (sur 100 m libre en 1956, 1960, et 1964) et Krisztina Egerszegi (sur 200 m dos en 1988, 1992, et 1996).

#### Désillusion
À Sydney, Popov est enthousiasmé par l’organisation des Jeux et les soins accordés aux athlètes, par contraste avec ce qu’il a connu à Atlanta quatre ans plus tôt. Il partage sa chambre au village olympique avec son compatriote Denis Pimankov, village où existe d’ailleurs une avenue Alexander Popov. En 2000, le paysage de la natation a bien changé, avec la généralisation des combinaisons. Censées gainer les muscles et procurer de meilleures sensations aux nageurs qui les portent, rares sont ceux qui n’en sont pas équipés pour ces Jeux. Popov, lui, a décidé de continuer à nager avec le traditionnel slip de bain, ne se sentant pas à l’aise dans les combinaisons qui compriment le corps des nageurs. Au sujet de ces « Fastskins » (peaux rapides), il plaisante en disant qu’il a « sa propre peau ».

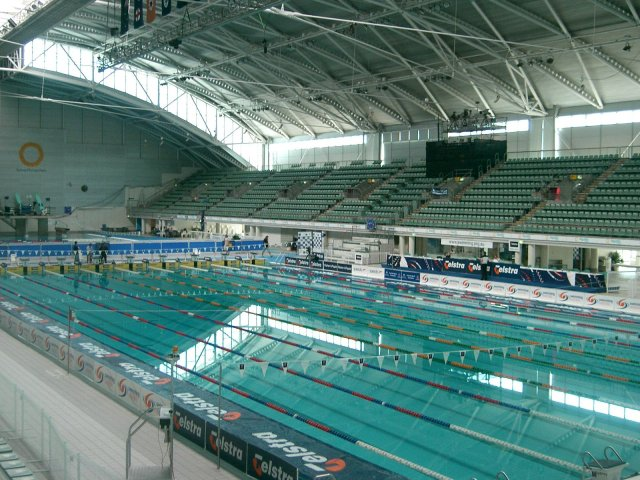
L’International Aquatic Centre de Sydney. À croire que la piscine est maudite, dixit Alex Popov.

La compétition de Popov commence avec le relais 4 × 100 m nage libre. Faute d’effectif, l’équipe russe comporte un nageur au pied blessé, tenant grâce aux anti-inflammatoires. Sur la course, les Australiens et les Américains sont au-dessus du lot ; l’équipe menée par Michael Klim et Ian Thorpe finit par l’emporter au terme d’une course épique, mettant fin à l’invincibilité américaine sur l’épreuve. Michael Klim, qui s’est élancé en premier, a battu le record du monde du 100 m de Popov, en nageant en 48 s 18. La Russie est disqualifiée.
Deux jours plus tard, Popov participe aux séries du 100 m nage libre. En demi-finale, il nage en 48 s 84 et atteint la deuxième place, derrière Michael Klim en 48 s 80. Sorti de l’eau, il assiste à l’autre demi-finale et voit le Néerlandais Pieter van den Hoogenband pulvériser le record du monde du 100 m que Klim venait juste d’établir lors du relais : Hoogenband réalise un temps de 47 s 84 et devient le premier nageur de l’histoire à descendre sous les 48 secondes. La finale arrive et van den Hoogenband l’emporte devant Popov qui obtient la médaille d’argent. Gary Hall Jr. complète le podium avec seulement un centième d’avance sur Michael Klim. Popov échoue ainsi dans sa tentative de triplé olympique du 100 m. Reste à nager le 50 m, mais le Russe ne se fait pas d’illusions. Il atteint la sixième place, dans une course remportée par son rival Gary Hall Jr. ex aequo avec son compatriote Anthony Ervin. L’équipe russe du 4 × 100 4 nages ne s’étant pas qualifiée pour la finale (sans Popov), c’est la fin des Jeux de Sydney pour « le Tsar ».
À la fin de la compétition, l’heure est au bilan. Popov explique cet échec par le manque de compétition juste avant les Jeux, ce qui a peu à peu dégradé sa condition physique, ainsi que par l’absence de son entraîneur pris par ses obligations dans l’équipe australienne. Touretski est d’accord sur ce dernier point mais pense aussi que son nageur s’est peut-être surestimé. Alors que la presse suppose que le nageur a disputé ses dernières finales olympiques, Popov plaisante en interview en déclarant qu’il va « se punir en continuant jusqu’aux Jeux d’Athènes. » En fait, il n’a jamais vraiment envisagé d’arrêter sa carrière à l’issue des Jeux de Sydney, de crainte qu’un arrêt aussi brutal soit néfaste à sa santé ; il estimait ainsi avant les Jeux nager encore deux ans.

### Dernières années comme nageur

#### Deux saisons en dedans
Juste après la compétition de Sydney naît le second fils de Popov, Anton, en octobre. Pendant les deux mois qui suivent la fin des Jeux, le nageur russe continue l’entraînement, n’en manquant pas la moindre session. En décembre, il participe à l’étape de Coupe du monde de natation FINA ayant lieu à Shanghai. Il y remporte le 100 m libre en 49 s 11 devant Scott Tucker ainsi que le 50 m libre en 22 s 18 devant Bill Pilczuk. À la question de savoir combien de temps il va continuer à nager, il répond que Gennadi Touretski estime qu’il peut rester à haut niveau jusqu’à 37 ans, plaisantant à moitié.
En avril 2001, un petit coffre-fort est volé au domicile de Gennadi Touretski lors d’un cambriolage. Le coffre est retrouvé, contenant les médailles d’or offertes par Popov et Michael Klim, mais aussi dix tablettes de Stanozolol, un stéroïde anabolisant facilement détectable. Touretski, qui avait signalé le vol, affirme la machination, mais risque six mois de prison et est suspendu par l’Institut australien des sports, son employeur. Immédiatement, l’Agence australienne antidopage annonce que ses athlètes vont être systématiquement contrôlés dans la semaine, soit 250 contrôles. Popov et Klim défendent tous deux fermement leur entraîneur.
Les championnats du monde de Fukuoka se profilant, Popov en pleine préparation participe au circuit Mare Nostrum, en juin. Il s’adjuge la victoire sur 50 m et 100 m nage libre à l’étape de Barcelone ainsi qu’à celle de Canet-en-Roussillon,. À Monaco, il remporte le 50 m mais est battu sur 100 m par Lars Frolander. Les mondiaux de Fukuoka sont prévus pour le mois de juillet. Entre-temps, Alexander Popov participe à une réunion du CIO à Moscou au sujet des Jeux olympiques d'été de 2008. Dans la salle de l’hôtel où les membres du comité sont réunis, il ne supporte pas la climatisation et contracte une infection à la gorge qui le conduit à l’hôpital pour quelques jours. En conséquence, il doit déclarer forfait pour les championnats du monde. La saison 2001 est terminée pour lui, première saison de sa carrière internationale où il ne remporte aucune médaille. En septembre, bonne nouvelle pour lui, Gennadi Touretski est blanchi par la justice faute de preuve convaincante. Il reprend donc ses fonctions au sein de l’Institut australien des sports. Popov est toujours en train de récupérer de sa maladie.
Alexander Popov ne reprend la compétition qu’en avril 2002 à l’occasion des championnats du monde petit bassin, à Moscou. Popov est peu habitué à participer aux compétitions en petit bassin, mais celle-ci est particulière puisqu’elle se déroule dans son pays natal. Il explique ainsi : « Les fans et mes partenaires de l’équipe russe ne m’auraient pas compris si je n’étais pas venu. Pour être clair, je n’avais pas d’autre choix que d’être ici parce que c’est le premier événement international de natation ayant lieu à Moscou depuis les Jeux olympiques de 1980. » Sur place, il remporte la médaille de bronze sur 50 m libre ex aequo avec Olexander Volinets, derrière l’Argentin José Meolans et le Britannique Mark Foster. Il termine aussi à la troisième place du relais 4 × 100 m libre avec l’équipe russe.
Au mois de juillet, Popov participe aux championnats d’Europe à Berlin, en grand bassin cette fois, et y remporte deux médailles : une médaille d’argent sur 100 m libre où il est une nouvelle fois dominé par Pieter van den Hoogenband (auteur d’un très bon 47 s 86, à seulement deux centièmes de son record du monde), et une médaille d’or sur le relais 4 × 100 m 4 nages. Il termine cinquième sur 50 m nage libre.
C’est aussi en juillet que son entraîneur, Gennadi Touretski, est définitivement démis de ses fonctions à l’IAS, pour cause de comportement jugé inacceptable lors d’un vol entre Singapour et Sydney. Touretski se rend alors en Europe travailler pour la fédération suisse de natation. Au mois de novembre, Alex Popov annonce qu’il va aussi déménager en Suisse, d’une part pour se rapprocher du CIO à Lausanne et arrêter les aller-retours incessants, et d’autre part car il envisage de se reconvertir pour son sponsor suisse une fois sa carrière terminée, l’Australie ne lui offrant que peu d’opportunités. Il déménage ainsi à Soleure en janvier 2003 après avoir vécu en Australie depuis 1993.

#### Triplé mondial à 31 ans
Début 2003, Alexander Popov annonce qu’il prendra sa retraite après les Jeux olympiques d’Athènes l’année suivante. Fin avril, il participe aux championnats de Russie en vue de se qualifier pour les mondiaux de l’été. Il se qualifie sans forcer en remportant le 50 m en 22 s 17 et le 100 m en 49 s 27, chaque fois devant Denis Pimankov. Encore quelques courses au Mare Nostrum au mois de juin, où Popov s’impose à Monaco et à Barcelone, où Pieter van den Hoogenband est forfait. Dans la ville espagnole, il déclare ne faire aucun pronostic sur les mondiaux imminents, avouant avoir commis quelques erreurs lors de ses courses. Ses temps ne sont pas exceptionnels même s’ils ont suffi pour la victoire : 49 s 35 sur 100 m et 22 s 22 sur 50 m libre. À l’étape de Canet, il est de nouveau premier sur 100 m (49 s 64) et sur 50 m ex aequo avec Salim Iles (22 s 82).
Les championnats du monde ont lieu au mois de juillet à Barcelone. Popov commence sa compétition par la première médaille d’or mondiale de sa carrière sur le relais 4 × 100 m nage libre. Dernier à s’élancer, il jouit d’une bonne avance au départ et nage son relais en 47 s 71 pour conclure. Les Américains et les Australiens de Ian Thorpe, habituellement favoris, sont relégués respectivement à la seconde et à la quatrième place. Deux jours plus tard, Popov participe aux séries du 100 m nage libre : il nage la sienne en 48 s 94, tandis que van den Hoogenband a le meilleur temps des séries avec 48 s 86. L’Américain Jason Lezak nage également sous les 49 secondes (48 s 94) et l’Australien Thorpe signe le quatrième meilleur temps, un cran en dessous des autres avec 49 s 17. En demi-finale, Popov confirme en signant une nouvelle fois le second meilleur temps (48 s 51), toujours derrière van den Hoogenband. Le lendemain, en finale, Popov montre qu'il est bien monté en puissance en nageant encore plus vite : il gagne la course en 48 s 42 devant un Pieter van den Hoogenband qui avait pourtant réussi 48 s 39 la veille. Le prodige australien Ian Thorpe complète le podium et Jason Lezak termine à la quatrième place. Ces quatre nageurs ont dominé les débats de bout en bout de la compétition.
Les championnats se poursuivent par le 50 m nage libre. Popov survole les séries en étant le seul à nager sous les 22 secondes : il arrête le chronomètre à 21 s 98, nouveau record de la compétition. Après un autre temps probant en demi-finale (21 s 99), Popov remporte la médaille d’or sur 50 m libre devant Mark Foster et Pieter van den Hoogenband. Très fair-play, le Néerlandais déclare : « Ça ne me dérange pas d’être battu par lui, je le respecte tellement. » Ce respect mutuel entre les deux nageurs contraste beaucoup avec la rivalité qui régnait entre Popov et Gary Hall Jr. dans les années 1990. Avant les Jeux de Sydney, Popov déclarait au sujet du jeune Néerlandais : « Si Pieter peut poursuivre ce qui est une tradition maintenant de ramener tous les titres sur 100 m en Europe, ce sera parfait. » Le 27 juillet, Popov conclut ses championnats avec une médaille d’argent sur le relais 4 × 100 m 4 nages.
Alexander Popov ajoute ainsi trois nouveaux titres de champion du monde à son palmarès, malgré un âge avancé dans un sport où les plus jeunes peuvent émerger dès 14-15 ans au plus haut niveau. Il devient de fait à 31 ans et 253 jours le plus vieux champion du monde de l’histoire, record battu en 2005 par l’Allemand Mark Warnecke et ses 35 ans. À un an de l’échéance d'Athènes, Popov prouve qu’il est toujours présent mais il ne s’emballe pas pour autant, estimant que beaucoup de nageurs auraient pu aller plus vite lors de ces championnats.

#### Derniers Jeux
L’année 2004 est la dernière ligne droite dans la carrière du nageur. Fin avril, il participe à un meeting à Vienne où le niveau n’est pas très élevé : il s’adjuge la victoire sur 50 m en 22 s 86 et termine second du 100 m en 50 s 48. C’est aussi au mois d’avril que Popov se présente à l’élection au poste de président de la fédération russe de natation, arguant que peu de choses ont changé dans la gestion du sport depuis ses débuts en 1991. Battu par Gennadi Alyoshin avec 33 voix contre 40, il est finalement désigné vice-président de sa fédération. De retour dans les bassins au mois de juin à l’occasion du Mare Nostrum, il nage le 100 m en 49 s 86 à Canet et en 49 s 83 à Barcelone.

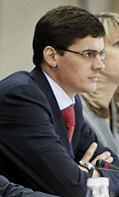
Popov en octobre 2008 lors d'une conférence de presse au Kremlin.

Les Jeux olympiques d’Athènes, quatrièmes Jeux consécutifs d’Alexander Popov, débutent à la mi-août. Le 17 août, Popov obtient le huitième temps des séries du 100 m nage libre avec 49 s 51. Il se fait ensuite éliminer aux portes de la finale, en nageant 49 s 23 ; la dernière place qualificative ayant été gagnée par Ian Thorpe pour seulement deux centièmes de seconde. Le niveau des demi-finales n’était pourtant pas excessivement élevé, puisque seuls trois nageurs ont nagé sous les 49 s, parmi lesquels Pieter van den Hoogenband. C’est ce dernier qui remporte le titre olympique du 100 m, pour la deuxième fois consécutive. Il devient ainsi le quatrième nageur de l’histoire à réussir cette performance, après Popov, Johnny Weissmuller et Duke Kahanamoku. Les séries du 50 m sont anecdotiques, où « le Tsar » ne peut faire mieux que 22 s 58, temps insuffisant pour atteindre les demi-finales. C’est son ancien rival Gary Hall Jr. qui remporte le titre olympique de l’épreuve. Enfin, l’équipe de Russie échoue à la quatrième place des relais 4 × 100 m nage libre et 4 × 100 m 4 nages. Popov termine donc ses Jeux sans médaille, des Jeux qui ont été ceux de l’Américain Michael Phelps et ses six médailles d’or.
Alexander Popov termine ainsi sa carrière de nageur là où il l’avait commencée, à Athènes, ville où, treize ans plus tôt, il se révélait en remportant trois titres de champion d’Europe. Il laisse derrière lui un palmarès considérable : en comptant les relais, il est quatre fois champion olympique (cinq fois vice-champion), six fois champion du monde (quatre fois vice-champion) et vingt-et-une fois champion d’Europe (trois fois vice-champion). Son retrait est officialisé début 2005.

### Après-carrière

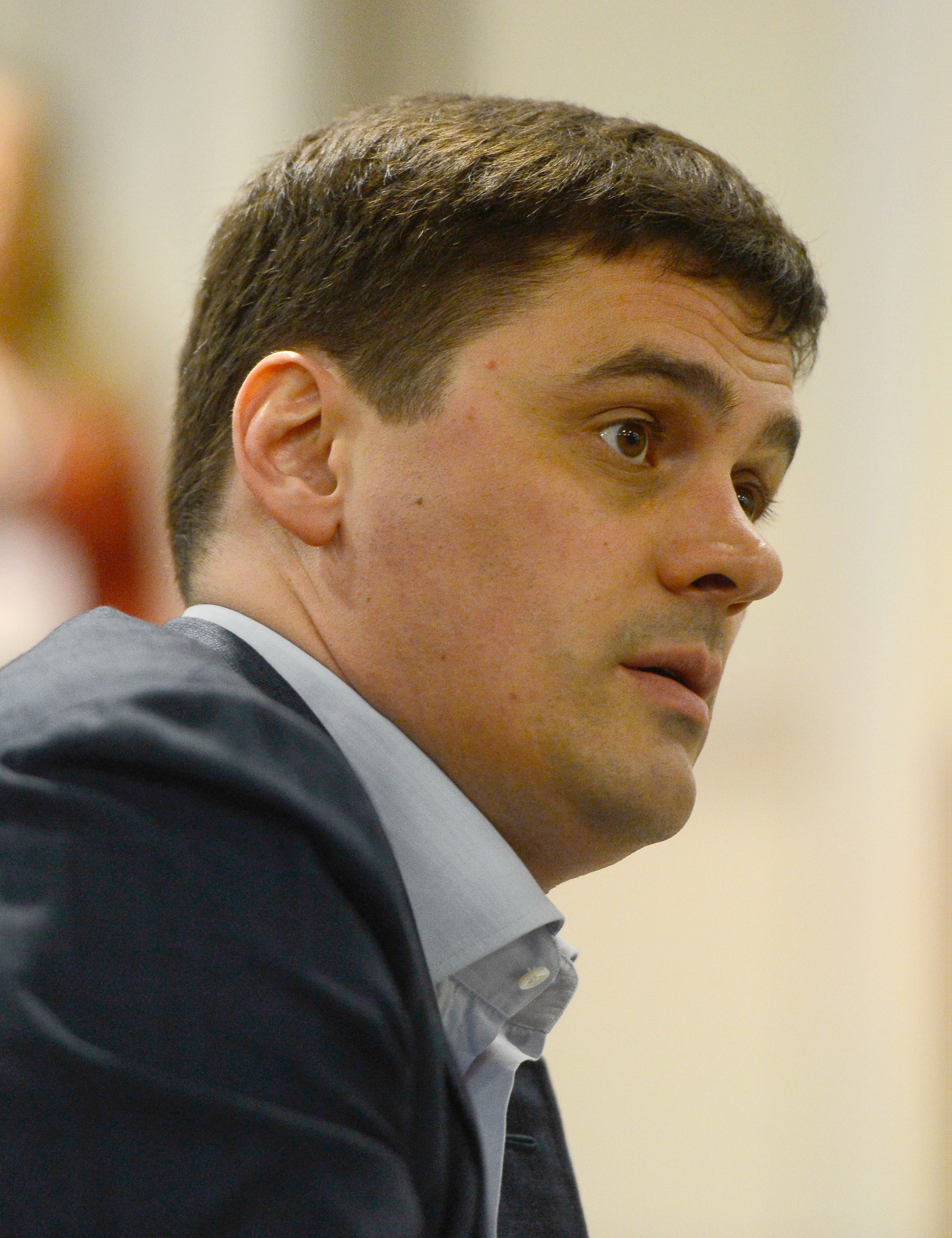
Popov à Rio de Janeiro en 2016

Aleksandr Popov poursuit ses activités au sein de la commission des athlètes du Comité international olympique. Le 21 août 2008, il est réélu pour un nouveau mandat de huit ans. En septembre de la même année, il est nommé au comité d’évaluation des Jeux olympiques d'été de 2016. Le comité doit notamment analyser les candidatures des villes et faire des inspections sur le terrain.
Popov est également président de la commission des athlètes des Jeux olympiques d'hiver de 2014 prévus à Sotchi.

## Profil

### Technique et entraînement
L'approche de l'entraînement de Gennadi Touretski est souvent jugée peu orthodoxe par les observateurs extérieurs. Souvent, il se contente de quelques instructions, d'un hochement de tête, et laisse ensuite le nageur travailler à sa guise et trouver lui-même la meilleure manière d'appliquer les directives. Le travail mental est largement laissé aux soins de Popov, puisque celui-ci connaît de longues périodes où il est seul.
Le style de nage d'Alexander Popov repose sur l'opposition complète des bras : un bras achève sa phase de pénétration dans l'eau (à l'avant) à l'instant où l'autre ressort (à l'arrière). Popov travaille ce style à l'aide d'un exercice consistant à la mise en mouvement d'une pagaie de kayak. Le style de Popov est largement reconnu comme excellent, voire techniquement parfait. Il donne aux observateurs l'impression de faire moins d'efforts que ses concurrents, nageant tout en glisse avec une résistance à l'eau amoindrie.
Cette technique très au point constitue le point central de l'entraînement du nageur. Ainsi, les volumes d'entraînement d'Aleksandr Popov sont déterminés par la distance qu'il peut parcourir sans s'effondrer techniquement. En 1996, Popov nageait tout de même 2 000 km par an à l'entraînement et prenait une centaine de départs de 100 m en compétitions. Cette technique lui permet de développer beaucoup moins d'énergie que ses concurrents (environ 30 % en moins), et donc de moins se fatiguer. En parallèle, Touretski estime que ce qui a permis à son nageur de dominer le sprint durant très longtemps est sa capacité à nager la seconde longueur d'un 100 m en dessous des 25 secondes. Il explique que Popov avait deux générations d'avance sur ses concurrents, un retard que ceux-ci n'ont comblé que vers l'an 2000. Un point important de la technique de Popov, largement travaillé à l'entraînement où il effectue de longues séries à vitesse lente et en décomposant ses mouvements, est le relâchement de ses bras, en maintenant une glisse maximale. Le but est d'appliquer ce que Johnny Weissmuller avançait déjà dans les années 1920 : « le grand secret pour avoir du succès en sprint est le relâchement à vitesse maximale. »
L'efficacité de cette technique ressort déjà en 1992 à l'occasion des Jeux olympiques de Barcelone : lors de sa victoire sur 50 m libre face à Matt Biondi, Aleksandr Popov effectue 33 mouvements de bras contre 36 pour l'Américain. Ainsi, l'astuce consiste à allonger l'amplitude du mouvement plutôt que d'en augmenter la fréquence. Déjà bien en place, Popov fait encore évoluer sa technique en janvier 2000, en réduisant encore légèrement son ratio de coups de bras par longueur. Quelques mois plus tard, il bat pour la première fois le record du monde du 50 m nage libre.
La technique et les principes de la nage d'Aleksandr Popov ont été étudiés par d'autres entraîneurs, comme Bob Bowman, l'entraîneur de l'Américain Michael Phelps, octuple médaillé d'or aux Jeux olympiques de 2008. Bowman s'est inspiré du Russe en proposant à son nageur une série d'exercices similaires à ceux de Popov, en particulier pour augmenter la distance parcourue par coup de bras et la quantité d'eau tirée.

### Compétition
Pour approcher les compétitions, Aleksandr Popov s'est inspiré de l'Américain Matt Biondi. Il aperçoit ce dernier à l'œuvre pour la première fois lors d'une étape de coupe du monde en 1991 : décontracté et très calme, il lisait un livre en s'étirant dans un coin. Depuis, Popov s'adonne à la lecture avant ses compétitions, en particulier aux œuvres de Léon Tolstoï, qui lui fait redécouvrir ses racines. Il considère ainsi la lecture comme faisant partie intégrante de sa préparation mentale, un mental très fort chez lui qui aime à dire : « Dans un bon jour, personne ne peut me battre. Dans un mauvais jour, personne ne peut me battre. »
Concernant la stratégie, son entraîneur Gennadi Touretski est très effacé, d'abord parce qu'il a souvent été occupé par ses fonctions mais aussi par choix : il ne veut pas interférer avec l'instinct, l'approche naturelle qu'a son nageur de la course. Ainsi, en 1996, année où Popov réussit un nouveau doublé 50–100 m nage libre aux Jeux olympiques, Touretski explique avoir fait le travail pré-olympique en avril-mars avant les Jeux, pour ne plus aborder le sujet avec lui ensuite.
Toutefois, lors des compétitions, l'entraîneur peut s'avérer décisif et trouver les solutions aux problèmes de son nageur. Ainsi, en 1997, lors des championnats d'Europe de Séville, il constate que Popov n'est pas bien dans sa technique. Il lui fait alors exécuter une série de sprints, pendant vingt-cinq minutes, après les qualifications du 100 m nage libre du matin. Popov, qui ne voit pas où il veut en venir, s'exécute et, plus tard dans la journée, remporte la finale, toutes ses sensations retrouvées. En 1998, à l'occasion des championnats du monde 1998, Popov effectue d'après lui une course « calamiteuse » lors des séries (bien qu'il ait obtenu le second temps). Touretski juge alors qu'il n'utilise que 60 % de ses possibilités techniques. Encore une fois, il finit par trouver les bons mots en intimant à son nageur « d'activer son système nerveux, sans trop penser à la technique, et en faisant sa propre course ». Popov remporte la finale du 100 m peu après.
Au niveau du matériel, Popov est un nageur atypique. Longtemps réfractaire à la technologie, il nage pendant dix ans en simple slip de bain, équipé en tout et pour tout de lunettes : il ne porte pas de bonnet malgré ses cheveux relativement longs, là où ses adversaires sans bonnet se les coupaient très courts. Si cette attitude était celle de tous les nageurs en 1991, ce n'est plus le cas en 2000 où les combinaisons sont généralisées. Ainsi, lors des Jeux olympiques de Sydney, en finale du 100 m, il reste le seul nageur équipé d'un maillot de bain basique, tous ses concurrents ayant opté pour des équipements plus modernes (combinaisons sur les jambes ou intégrales). Par la suite, Popov finit par porter un pantalon (type legskin) de son sponsor Arena, dont il s'équipe pour la première fois lors des championnats du monde 2003 et par la suite aux Jeux olympiques d'Athènes en 2004.
Aleksandr Popov peut aussi se targuer d'une grande régularité de ses performances au cours de ses années de compétitions. Le tableau suivant reprend ses meilleurs temps sur une période de dix ans :
| Année | 50 m       | 100 m      |
| ----- | ---------- | ---------- |
| 1991  | 22 s 78    | 49 s 18 RE |
| 1992  | 21 s 91 RE | 49 s 02 RE |
| 1993  | 22 s 27    | 48 s 93 RE |
| 1994  | 22 s 17    | 48 s 21 RM |
| 1995  | 22 s 30    | 49 s 10    |
| 1996  | 22 s 13    | 48 s 74    |
| 1997  | 22 s 30    | 49 s 02    |
| 1998  | 22 s 27    | 48 s 74    |
| 1999  | 22 s 06    | 48 s 82    |
| 2000  | 21 s 64 RM | 48 s 27    |

### Sponsors et revenus
En 1993, Aleksandr Popov quitte la Russie pour aller s'entraîner en Australie. Au cours des années suivantes, la question de sa nationalité se pose à de multiples reprises, étant donné ses excellents résultats sportifs : la citoyenneté australienne lui permettrait de nager sous les couleurs Aussies, ce qui pourrait lui rapporter beaucoup plus d'argent que son pays d'origine, à l'image de Ian Thorpe ou Michael Klim. À l'aube des Jeux de Sydney, un agent sportif estime que Popov pourrait gagner près d'un million de dollars australiens par an, revenu qu'il est loin d'approcher en nageant pour la Russie. Malgré cela, Popov reste fidèle à son pays natal, ce qui fera dire à Alain Mimoun : « Des comme lui, il n'y en a pas beaucoup aujourd'hui ! C'est peut-être même le dernier... » Pourtant, le nageur indique n'avoir pas reçu le moindre argent de la part de la fédération russe depuis 1996, et ce sans explication. Ce fait n'est pas tout à fait dénué d'intérêt pour le nageur, plutôt content d'être libéré de ses obligations de présence aux différents camps d'entraînement organisés par la fédération. De son côté, le ministère russe des sports lui verse l'équivalent de 1 200 francs par mois, un revenu qu'il juge insuffisant pour une préparation olympique ; à l'époque, il doit ainsi se séparer du studio qu'il possède à Volgograd.
Malgré tout, Aleksandr Popov a collaboré avec quelques sponsors au cours de sa carrière. Depuis 1997, il est ambassadeur de la marque de montres Omega, collaboration qui est toujours effective en 2008 bien qu'il ait achevé sa carrière sportive quatre ans plus tôt. Il est aussi sponsorisé par l'équipementier Arena.

### Une référence de la natation
Au-delà de son palmarès, Aleksandr Popov occupe une place particulière dans l'histoire de la natation, en ce qu'il a établi les derniers temps de référence sur sprint avant l'avènement des combinaisons. Même s'il opte pour la technologie dans les dernières années de sa carrière, c'est bien en maillot de bain que Popov a établi ses deux records du monde sur 50 et 100 m nage libre, respectivement en 2000 et en 1994.

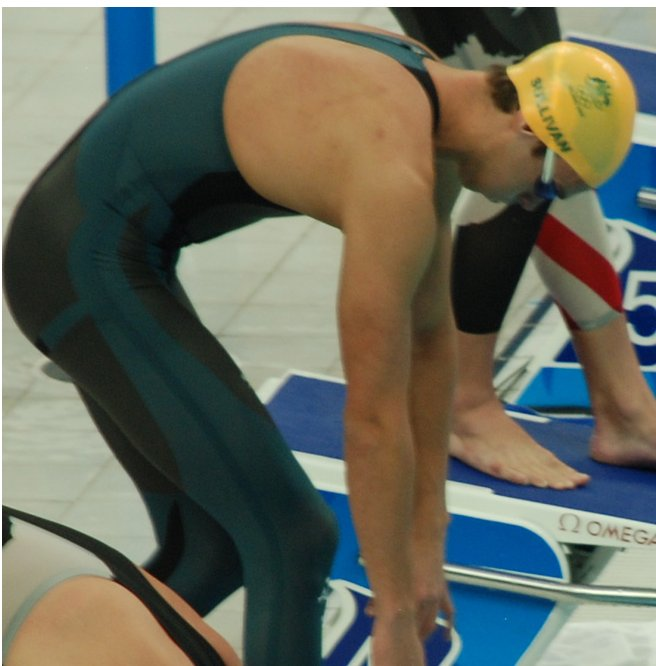
Eamon Sullivan en LZR Racer, tombeur du record du 50 m de Popov.

En 2008, l'équipementier Speedo propose une combinaison intégrale révolutionnaire dotée de plaques de polyuréthane, la LZR Racer. Immédiatement, l'adoption de cette combinaison mène à une véritable pluie de nouveaux records du monde ; en particulier, l'Australien Eamon Sullivan améliore le record du 50 m de Popov de quelques centièmes. Ceci pousse les acteurs du monde de la natation à s'interroger, voire à remettre en cause la légitimité de ces records et de ces combinaisons. Ainsi, le sprinteur américain Jason Lezak qualifie la situation de « ridicule » et ajoute : « Le record de Popov de 21 s 64 est resté pendant huit ans, et maintenant, tout soudainement, vous êtes sept dixièmes plus rapides. Ça n'a aucun sens, ce n'est pas bon pour notre sport. Il devrait y avoir des évolutions en sport, mais pas aussi grandes, pas aussi rapides. »
Aleksandr Popov, retraité depuis quatre ans, continue d'être impliqué dans la natation et possède un avis particulier sur la question. Même s'il n'eut pas voulu porter de combinaison Speedo, préférant « quelque chose de plus fascinant, en faisant plus d'efforts plutôt que d'utiliser une aide extérieure », il n'éprouve aucune espèce de sympathie pour les nageurs qui blâment leurs adversaires de les avoir battus grâce aux combinaisons. Pour lui, des « nageurs forts » peuvent remporter des courses sans la combinaison de Speedo.
En 2009 se produit une seconde révolution ; cette fois, les nouvelles combinaisons sont entièrement constituées de polyuréthane. Le Français Frédérick Bousquet, équipé d'une Jaked J01, franchit le mur symbolique des 21 secondes en nageant le 50 m en 20 s 94, soit plus de 30 centièmes de mieux que le dernier record. Le record de Bousquet finit par être validé par la FINA, ce qui ne manque pas de laisser certains observateurs sceptiques. Ainsi, Craig Lord du site SwimNews.com considère toujours Popov comme le nageur le plus rapide de l'histoire, arguant que le « vrai » record de la distance est celui du Russe en 21 s 64. John Craig, du Swimming World Magazine, écrit qu'il aimerait bien voir les nageurs en maillots de bain lors des championnats du monde de 2009, à Rome, pour voir ce qu'ils valent vraiment face au temps de référence de Popov.

## Palmarès

### Jeux olympiques
En quatre participations aux Jeux olympiques d'été, Aleksandr Popov remporte neuf médailles dont quatre en or obtenues dans des épreuves individuelles. Quatre de ses médailles sont remportées dans des épreuves de relais. Il est le seul nageur avec l'Américain Matt Biondi à avoir réalisé le doublé 50–100 mètres nage libre, qui plus est à deux reprises pour le Russe, performance unique.
| Épreuve              | Édition              | Édition              | Édition          | Édition                         |
| Épreuve              | Barcelone 1992       | Atlanta 1996         | Sydney 2000      | Athènes 2004                    |
| 50 m nage libre      | Or 21 s 91 RO        | Or 22 s 13           | 6e 22 s 24       | 18e temps en séries 22 s 58     |
| 100 m nage libre     | Or 49 s 02           | Or 48 s 74           | Argent 48 s 69   | 9e temps en demi-finale 49 s 23 |
| 4 × 100 m nage libre | Argent 3 min 17 s 56 | Argent 3 min 17 s 06 | Disqualification | 4e 3 min 15 s 75                |
| 4 × 100 m 4 nages    | Argent 3 min 38 s 56 | Argent 3 min 37 s 55 | —                | 4e 3 min 35 s 91                |

### Championnats du monde
En trois participations aux Championnats du monde de natation en grand bassin, Aleksander Popov a remporté onze médailles dont six en or (cinq en individuel et une en relais). Cinq de ses médailles sont remportées dans des épreuves individuelles, les autres l'étant dans des épreuves de relais. Il ne participe qu'une fois aux Championnats du monde en petit bassin, en 2002 à Moscou. Il y remporte deux médailles en bronze. Il compte donc treize médailles dans des championnats du monde organisés par la FINA, ce qui en fait le cinquième nageur le plus médaillé de l'histoire après l'édition 2007.
| Épreuve / Édition    | Grand bassin         | Grand bassin         | Grand bassin         |                      | Petit bassin |
| Épreuve / Édition    | Rome 1994            | Perth 1998           | Barcelone 2003       | Moscou 2002          |              |
| 50 m nage libre      | Or 22 s 17           | Argent 22 s 43       | Or 21 s 92           | Bronze 21 s 55       |              |
| 100 m nage libre     | Or 49 s 12           | Or 48 s 93           | Or 48 s 42           | —                    |              |
| 4 × 100 m nage libre | Argent 3 min 18 s 12 | Bronze 3 min 18 s 45 | Or 3 min 14 s 06     | Bronze 3 min 11 s 24 |              |
| 4 × 100 m 4 nages    | Argent 3 min 38 s 28 | 6e 3 min 41 s 85     | Argent 3 min 34 s 72 | —                    |              |

### Championnats d'Europe
En huit participations aux Championnats d'Europe en grand bassin, Aleksandr Popov a remporté vingt-six médailles dont vingt-et-une en or. Treize de ses récompenses ont été remportées dans des épreuves individuelles dont dix en or. En relais, le Russe a également décroché treize médailles dont onze du métal le plus précieux. Par ailleurs, il n'a participé qu'à une seule édition des Championnats d'Europe en petit bassin, en 1991, remportant deux médailles d'or (50 m nage libre et relais 4 × 50 m 4 nages).
Remarque : pour les championnats de 1991, Aleksandr Popov nage pour les couleurs de l'Union soviétique. Dès les championnats suivants, il devient Russe.
| Compétition / Édition | Épreuve         | Épreuve          | Épreuve               | Épreuve               |
| Compétition / Édition | 50 m nage libre | 100 m nage libre | 4 × 100 m nage libre  | 4 × 100 m 4 nages     |
| --------------------- | --------------- | ---------------- | --------------------- | --------------------- |
| Athènes 1991          | —               | Or 49 s 18       | Or 3 min 17 s 11      | Or 3 min 39 s 68      |
| Sheffield 1993        | Or 22 s 27      | Or 49 s 15       | Or 3 min 18 s 80      | Or 3 min 38 s 90      |
| Vienne 1995           | Or 22 s 25      | Or 49 s 10       | Or 3 min 18 s 84      | Or 3 min 38 s 11 – RE |
| Séville 1997          | Or 22 s 30      | Or 49 s 09       | Or 3 min 16 s 85 – RE | Or 3 min 39 s 67      |
| Istanbul 1999         | Bronze 22 s 32  | Argent 48 s 82   | Argent 3 min 19 s 49  | Bronze 3 min 41 s 18  |
| Helsinki 2000         | Or 21 s 95      | Or 48 s 61       | Or 3 min 18 s 75      | Or 3 min 39 s 29      |
| Berlin 2002           | 5e 22 s 35      | Argent 48 s 94   | —                     | Or 3 min 36 s 21      |
| Madrid 2004           | Or 22 s 32      | —                | —                     | —                     |

## Records

### Records du monde battus
Ce tableau détaille les sept records du monde individuels battus par Alexander Popov durant sa carrière. Deux sont battus en grand bassin, les cinq autres en petit bassin. Il bat son premier record planétaire le 1er janvier 1994 et son dernier le 16 juin 2000. Plus aucun de ses records n'est en vigueur actuellement. Le 17 février 2008, l'Australien Eamon Sullivan bat le dernier record du monde encore détenu par le Russe, sur 50 mètres nage libre.
| Épreuve                          | Temps   | Compétition                 | Lieu                        | Date       | Record battu                         |
| -------------------------------- | ------- | --------------------------- | --------------------------- | ---------- | ------------------------------------ |
| 50 m nage libre en grand bassin  | 21 s 64 | Championnats de Russie 2000 | Moscou, Russie              | 16/06/2000 | Eamon Sullivan le 17/02/2008 21 s 56 |
| 50 m nage libre en petit bassin  | 21 s 50 | Coupe du monde 1994         | Desenzano del Garda, Italie | 13/03/1994 | Mark Foster le 13/12/1998 21 s 48    |
| 100 m nage libre en grand bassin | 48 s 21 | Mare Nostrum 1994           | Monte-Carlo, Monaco         | 18/06/1994 | Michael Klim le 16/09/2000 48 s 18   |
| 100 m nage libre en petit bassin | 47 s 83 | Coupe du monde 1994         | Hong Kong                   | 01/01/1994 | Lui-même                             |
| 100 m nage libre en petit bassin | 47 s 82 | Coupe du monde 1994         | Pékin, Chine                | 05/01/1994 | Lui-même                             |
| 100 m nage libre en petit bassin | 47 s 12 | Coupe du monde 1994         | Desenzano del Garda, Italie | 12/03/1994 | Lui-même                             |
| 100 m nage libre en petit bassin | 46 s 74 | Coupe du monde 1994         | Gelsenkirchen, Allemagne    | 19/03/1994 | Ian Crocker le 27/03/2004 46 s 25    |

### Records personnels
Ces tableaux détaillent les records personnels absolus d'Alexander Popov à la fin de sa carrière.
| Épreuve          | Temps   | Compétition                 | Lieu                | Date       |
| ---------------- | ------- | --------------------------- | ------------------- | ---------- |
| 50 m nage libre  | 21 s 64 | Championnats de Russie 2000 | Moscou, Russie      | 16/06/2000 |
| 100 m nage libre | 48 s 21 | Mare Nostrum 1994           | Monte-Carlo, Monaco | 18/06/1994 |

| Épreuve          | Temps   | Compétition         | Lieu                        | Date       |
| ---------------- | ------- | ------------------- | --------------------------- | ---------- |
| 50 m nage libre  | 21 s 50 | Coupe du monde 1994 | Desenzano del Garda, Italie | 13/03/1994 |
| 100 m nage libre | 46 s 74 | Coupe du monde 1994 | Gelsenkirchen, Allemagne    | 19/03/1994 |